# مضاه (حوسبة)

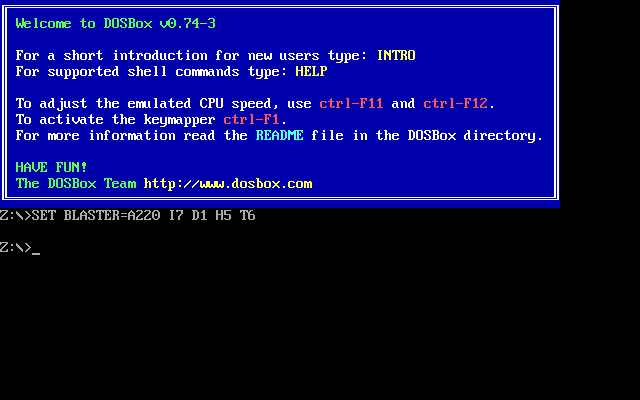
دوس بوكس يضاهي واجهة سطر الأوامر للدوس.

في علم الحاسوب، المُضَاهِي أو جهاز مضاهاة أو المُقلِّد أو المُماثِل أو الجهاز المُقلِّد (بالإنجليزية: Emulator)‏، هو عتاد أو برنامج يُمَكن نظام حاسوب أول من أداء نفس الوظائف على نظام حاسوب ثانٍ مختلف بحيث أن هذا الأداء يحاكي الأداء الخاص بالنظام الأصلي بطريقة مقاربة. وهذا التركيز (على استنساخ الأداء) في تناقض مع أنواع محاكاة الحاسوب الأخرى حيث تحاكى فيه أو تستنسخ الفكرة التجريدية للنظام. فعلى سبيل المثال، محاكاة الحاسوب للتفاعل الكيميائي أو تفاعل الإعصار لا تعد مضاهاة.
ومن أمثلة المضاهيات العديدة برنامج بي سي إس إكس2 لتشغيل ألعاب البلاي ستيشن 2 على ويندوز أو مضاهاتها. وبرنامج نيستوبيا [الإنجليزية] لتشغيل ألعاب نينتندو إنترتينمنت سيستم على ويندوز أو مضاهاتها. وبرنامج كيغا فيوجن ‏ لمضاهاة ألعاب سيجا ميجا داريف 2 على ويندوز.

## التسمية
جاء في معجم لسان العرب في مادة (ض هـ ي): "المضاهاة مشاكلة الشَيء بالشيء، وضَاهيت الرجل: شاكلته، والضَّهِيُّ: النظيرُ والشَبيهُ". ومن المزيد ضاهى اشتق اسم الفاعل مُضاهٍ ليدل على العتاد أو البرمجيات التي تضاهي غيرها. واستعمل أيضاً الجذر (ق ل د)، واشتق من مزيده المتعدي قلَّد اسم الفاعل مُقلِّد، والجذر (م ث ل)، واشتق من مزيده مَاثَل اسم الفاعل مُماثِل للغرض نفسه.
يوجد خلط بين مفهومي المحاكاة التي يؤديها المحاكي (بالإنجليزية: Simulator)‏ والمضاهاة التي يؤديها المضاهي (بالإنجليزية: Emulator)‏. يعني مصطلح "المحاكاة" أن الإجرائية (بالإنجليزية: Process)‏ التي تُحاكى مبرمجة وأن الجانب البرمجي فقط هو الذي يُقلَّد. ولكن مفهوم "المضاهاة"، يعني أن العتاد يُقلَّد أيضاً إلى جانب البرمجيات. بسبب هذا الخلط فقد أوردت بعض المعجمات اللفظين ترادفاً، في حين أوردت معاجم عديدة لفظ المحاكي وحده أيضاً في مقابل emulator.